# Блакитні озера (Суми)
Блаки́тні озе́ра — два штучні озера, що розташовані на сході міста Суми. 

## Історія появи
Блакитні озера було утворено внаслідок поглиблення земснарядом заплави річки Псел біля правого берегу, яка складалася з дрібних боліт і заростей очерету,  в 60-ті-80-ті роки XX століття. Видобутий пісок використовувався на будівництвах у Сумах.

## Опис
Велике Блакитне озеро має довжину близько 2400 метрів, та ширину близько 600 метрів, і має площу поверхні води близько 152 гектарів. Мале Блакитне озеро має довжину близько 1400 метрів і середню ширину близько 200 метрів, площа поверхні води становить близько 26 гектарів. На озерах є пляжі для купання, також озера використувується як кар'єри для видобування піску, в озерах живе багато видів риб, земноводних і птахів. Між собою озера поєднані вузькою протокою, а Мале Блакитне озеро у свою чергу поєднане протокою з річкою Псел.